# Limonium densissimum
Espèce
Classification phylogénétique
Synonymes
- Limonium confusum subsp. densissimum Pignatti, 1953[1]
- Limonium neocastellonense Fern.Casas, 1983[1]
- Limonium ramosissimum subsp. tommasinii Pignatti, 1971[1]

Limonium densissimum, le Limonium très dense, le Statice à épis denses, le Limonium à épis denses, le Statice très dense, est une espèce de plante de la famille des Plumbaginaceae et du genre Limonium.

## Description
Limonium densissimum est une plante à rosette de feuilles glauques, aiguës, voire mucronées. Les inflorescences sont généralement très larges, en losange, aux épillets serrés.

## Répartition
Limonium densissimum est présente à l'est de la péninsule ibérique, dans la Camargue et dans les Alpes.

## Parasitologie
La feuille a pour parasites Agdistis paralia et Uromyces limonii.